# Fissurella punctata
Fissurella punctata är en snäckart som beskrevs av P. Fischer 1857. Fissurella punctata ingår i släktet Fissurella och familjen nyckelhålssnäckor. Inga underarter finns listade i Catalogue of Life.